# 定積過程
定積過程（ていせきかてい、英: isochoric process）とは、系の体積を一定に保ちながら、系をある状態から別の状態へと変化させる熱力学過程のことである。等容変化ともいう。準静的過程とは限らない。例えば、燃焼熱を測定する際にボンベ熱量計の中で起こる過程は、不可逆な定積過程である。容積一定の容器の中で起こる熱力学過程は、定積過程として解析できることが多い。例えば、容積一定の容器に入れた気体や液体を温めたり冷やしたりする過程は、典型的な定積過程である。このような過程でも準静的過程には限らない。過程の途中で容器内の温度や圧力が不均一であってもよいし、過冷却や過飽和などが起こっていてもよい。
閉じた系の体積 V を一定に保ちながら、ある平衡状態Aから別の平衡状態Bに移行させる定積過程について考える。
系の体積が一定に保たれるので、系の体積変化に伴う仕事はない。よって、電気的仕事などのその他の仕事もないときには、熱力学第一法則により、定積過程の内部エネルギー変化 ΔU は系が外部から得た熱 Q に等しい。
{\displaystyle \Delta U=Q}
エンタルピー H の変化は H = U + PV より
{\displaystyle \Delta H=Q+V\Delta P}
となる。ただし ΔP は過程に伴う系の圧力変化
{\displaystyle \Delta P=P_{\text{B}}-P_{\text{A}}}
である。
内部エネルギー U と容器の容積 V により系の状態を一意に指定できる場合には、系の温度 T を (U,V) の関数として
{\displaystyle T=T(U,V)}
と表すことができる。T(U,V) の関数形は容器の中にある物質の量と種類で決まる。
一般には、内部エネルギー U と容器の容積 V だけで系の状態を一意に指定できるとは限らない。例えば、燃焼などの化学反応が容積一定の断熱容器の中で起こった場合は ΔU = Q = 0 であるが、容器内の温度は変化する。よってこの場合は、系の温度 T を (U,V) の関数として表すことはできない。以下では断りのない限り、 系の状態が (U,V) により一意に定まる場合について述べる。

## 定積過程における状態量の変化
内部エネルギーが U で体積が V のときの系の温度を T(U,V) とするならエントロピー S の変化は
{\displaystyle \Delta S=\int _{U_{\text{A}}}^{U_{\text{B}}}{\frac {dU}{T(U,V)}}}
である。なぜなら、系の温度が T(U,V) のとき、環境の温度 Tex を Tex = T(U,V) + δT と設定して系に熱量 d'Q を与えるなら、 温度差 δT が十分に小さいときにこの過程は準静的微小変化になり、さらに定積過程であれば dU = d'Q なので、エントロピーの定義により
{\displaystyle dS={\frac {d'Q}{T_{\text{ex}}}}={\frac {dU}{T(U,V)}}}
となるからである。
ヘルムホルツエネルギー F の変化は、F = U - TS の関係を使って
{\displaystyle \Delta F=\Delta (U-TS)=Q-T_{\text{B}}\Delta S-S_{\text{A}}\Delta T}
となる。
ギブズエネルギー G の変化は、G = F + PV の関係を使って
{\displaystyle \Delta G=\Delta F+V\Delta P}
となる。
以上より、体積 V が一定の過程における U, H, S, F, G の変化量は、系が外部から得た熱 Q と過程に伴う系の圧力変化 ΔP と始状態のエントロピー SA と 関数 T(U, V) から求められることが分かる。

## 定積等温過程における状態量の変化
等温過程では ΔT = 0 であるので、定積等温過程では U, H, S, F, G の変化量は、以下の式で与えられる。
{\displaystyle \Delta U=Q}
{\displaystyle \Delta H=Q+V\Delta P}
{\displaystyle \Delta S={\frac {Q}{T_{\text{A}}}}}
{\displaystyle \Delta F=Q-T_{\text{B}}{\frac {Q}{T_{\text{A}}}}=0}
{\displaystyle \Delta G=V\Delta P}
定積等温過程ではヘルムホルツエネルギー F は変化しない。
適当な量の純物質が封入された密閉容器を加熱することで、定積等温過程を実現することができる。すなわち、固相と気相の二相共存の状態にある系を加熱していくと、純物質の量が適当な量であれば三重点に達して、固相と気相と液相の三相共存状態になる。液相が現れてから固相が消えるまでは、定積等温過程である。三重点で加えられた熱量の分だけ系の内部エネルギーは増加するが、三相が共存している間はヘルムホルツエネルギーは変化しない。

## 温度による表示
系の状態は (U, V) の関数として表すよりも、(T, V) の関数として表したほうが実用上は便利である。 純物質の三重点のように (T, V) だけでは系の状態が一意に定まらない場合もあるが、ここでは始状態が (TA, V) で、終状態が (TB, V) でそれぞれ一意に定まる場合について述べる。
一般に、系の温度 T(U, V) は 有限個の点を除いて U で偏微分可能であり
{\displaystyle \left({\frac {\partial T}{\partial U}}\right)_{V}\geq 0}
である。 (∂T/∂U)V > 0 となる範囲と (∂T/∂U)V = 0 となる範囲を分けて考えれば、定積過程では内部エネルギー U の変化は
{\displaystyle \Delta U=\int _{U_{\text{A}}}^{U_{\text{B}}}dU=\int _{T_{\text{A}}}^{T_{\text{B}}}\left({\frac {\partial U}{\partial T}}\right)_{V}dT+\sum _{i}\Delta _{i}U(T_{i},V)}
となる。ここで最右辺の第二項の和は、TA とTB の間にある、(∂T/∂U)V = 0 となる温度 T についてとる。温度 Ti は TA から TB まで準静的に変化させたときに定積等温過程となる i 番目の温度であり、ΔiU(Ti, V) はその等温過程で外界から吸収する熱 Q である。
エントロピー S の変化も同様に考えると
{\displaystyle \Delta S=\int _{U_{\text{A}}}^{U_{\text{B}}}{\frac {dU}{T(U,V)}}=\int _{T_{\text{A}}}^{T_{\text{B}}}{\frac {1}{T}}\left({\frac {\partial U}{\partial T}}\right)_{V}dT+\sum _{i}{\frac {\Delta _{i}U(T_{i},V)}{T_{i}}}}
となる。
系の定積熱容量を
{\displaystyle C_{V}(T,V)=\left({\frac {\partial U}{\partial T}}\right)_{V}}
で定義すると U と S の変化はそれぞれ
{\displaystyle \Delta U=\int _{T_{\text{A}}}^{T_{\text{B}}}C_{V}(T,V)dT+\sum _{i}\Delta _{i}U(T_{i},V)}
{\displaystyle \Delta S=\int _{T_{\text{A}}}^{T_{\text{B}}}{\frac {C_{V}(T,V)}{T}}dT+\sum _{i}{\frac {\Delta _{i}U(T_{i},V)}{T_{i}}}}
と表される。また (T, V) の関数として S が一意に定まる温度範囲で
{\displaystyle \Delta S=\int _{T_{\text{A}}}^{T_{\text{B}}}\left({\frac {\partial S}{\partial T}}\right)_{V}dT}
であることから
{\displaystyle \left({\frac {\partial S}{\partial T}}\right)_{V}={\frac {C_{V}(T,V)}{T}}}
が成り立つ。
ヘルムホルツエネルギー F の変化は、定積等温過程では ΔF = 0 なので
{\displaystyle \Delta F=\Delta U-T_{\text{B}}\Delta S-S_{\text{A}}\Delta T=\int _{T_{\text{A}}}^{T_{\text{B}}}(T-T_{\text{B}})\left({\frac {\partial S}{\partial T}}\right)_{V}dT-S_{\text{A}}\Delta T=-\int _{T_{\text{A}}}^{T_{\text{B}}}S(T,V)dT}
となる。また
{\displaystyle \Delta F=\int _{T_{\text{A}}}^{T_{\text{B}}}\left({\frac {\partial F}{\partial T}}\right)_{V}dT}
であることから
{\displaystyle \left({\frac {\partial F}{\partial T}}\right)_{V}=-S(T,V)}
が成り立つ。
エンタルピー H とギブズエネルギー G の変化はそれぞれ
{\displaystyle \Delta H=\Delta U+V\Delta P}
{\displaystyle \Delta G=\Delta F+V\Delta P}
である。
以上より、体積 V が一定の過程における U, S, F, H, G の変化量は、系の定積熱容量 CV(T, V) と過程に伴う系の圧力変化 ΔP と始状態のエントロピー SA と  CV(T, V) が発散する温度 Ti における内部エネルギーの跳び ΔiU(Ti, V) から求められることが分かる。

## 理想気体の定積過程
容積 V の容器に入った物質量 n の理想気体を状態Aから状態Bに移行させる定積過程について考える。理想気体の定積モル熱容量 CV,m は体積 V に依らない。簡単のため、ここでは  CV,m が温度 T にも依らない定数とする。
内部エネルギー U とエントロピー S の変化はそれぞれ
{\displaystyle \Delta U=\int _{T_{\text{A}}}^{T_{\text{B}}}nC_{V,{\text{m}}}dT=nC_{V,{\text{m}}}\Delta T}
{\displaystyle \Delta S=\int _{T_{\text{A}}}^{T_{\text{B}}}{\frac {nC_{V,{\text{m}}}}{T}}dT=nC_{V,{\text{m}}}\ln {\frac {T_{\text{B}}}{T_{\text{A}}}}}
である。
ヘルムホルツエネルギー F の変化は
{\displaystyle \Delta F=\Delta U-T_{\text{B}}\Delta S-S_{\text{A}}\Delta T=n\left(C_{V,{\text{m}}}-S_{\text{m}}(T_{\text{A}},V_{\text{m}})\right)\Delta T-nC_{V,{\text{m}}}T_{\text{B}}\ln {\frac {T_{\text{B}}}{T_{\text{A}}}}}
となる。ただし Sm(T,Vm) は、温度 T、モル体積 Vm = V/n におけるこの理想気体のモルエントロピーである。
エンタルピー H の変化は、理想気体の状態方程式 PV = nRT とマイヤーの関係式 CP,m(T) = CV,m(T) + R を使うと
{\displaystyle \Delta H=\Delta U+\Delta (PV)=n(C_{V,{\text{m}}}+R)\Delta T=nC_{P,{\text{m}}}\Delta T}
となる。ギブズエネルギー G の変化も同様に
{\displaystyle \Delta G=\Delta F+\Delta (PV)=n\left(C_{P,{\text{m}}}-S_{\text{m}}(T_{\text{A}},V_{\text{m}})\right)\Delta T-nC_{V,{\text{m}}}T_{\text{B}}\ln {\frac {T_{\text{B}}}{T_{\text{A}}}}}
となる。
定積過程では、理想気体は外部に仕事 W をしない。
{\displaystyle W=0}
定積過程で理想気体が外部から得る熱 Q は
{\displaystyle Q=\Delta U=nC_{V,{\text{m}}}\Delta T}
である。

## 理想気体の定積過程 (初等的な説明)

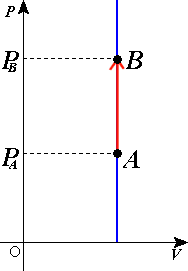

理想気体を状態Aから状態Bへと移行させる定積過程を考える。このとき熱力学第一法則より、
{\displaystyle \Delta U=Q-W}
ただし{\displaystyle \Delta U}は過程による理想気体の内部エネルギーの変化、{\displaystyle Q}は過程中に理想気体に与えられた熱量、{\displaystyle W}は理想気体が外部にした仕事である。ここで、この過程を無限に分割した微小過程を考えると、その微小過程中に外部にする仕事{\displaystyle dW}は、
{\displaystyle dW=Fdx=PSdx=PdV}
である。ここで{\displaystyle P}は圧力、{\displaystyle dV}は微小体積変化である。定積過程においては体積が一定なので、
{\displaystyle dV=0}
{\displaystyle dW=PdV=0}
となる。よって、熱力学第一法則の式は、
{\displaystyle \Delta U=Q}
と書き直せる。ここで、定積過程における気体の、単位物質量あたりの比熱を定積モル比熱と命名し{\displaystyle c_{V}}とすると、比熱の定義より、
{\displaystyle Q=nc_{V}\Delta T}
となる。ここでnは理想気体の物質量、Tは絶対温度である。
以上のことから気体の内部エネルギーと定積モル比熱について次の関係が成り立つ。
{\displaystyle \Delta U=nc_{V}\Delta T}
内部エネルギーの変化量 {\displaystyle \Delta U} も絶対温度の変化量 {\displaystyle \Delta T} も、ともに過程によらず始点と終点の状態のみに依存する物理量なので、この等式は定積過程に限らずあらゆる過程で成り立つ（ただし、 {\displaystyle Q=nc_{V}\Delta T} は定積過程でのみ成り立つ。）。